# Moixav Herut
El Moixav Herut (en hebreu: מושב חרות) és un moixav del districte central d'Israel, del sub-districte de Xaron, la vila es troba en la plana de Xaron. El municipi està sota la supervisió del consell regional de Lev ha-Xaron. En 2015 tenia una població d'1.266 habitants. El significat en català de la paraula hebrea Herut és Llibertat.

## Història
Aquesta localitat va ser fundada el 1930 pel Herut, un partit polític format per immigrants que es van assentar en el Mandat Britànic de Palestina durant la tercera i la quarta Aliyyà. Els cacauets van ser un dels primers productes agrícoles conreats en el moixav. Un dels edificis que cal anomenar és la casa del poble, Beit Ha-Am, que fou construïda en 1959.